# Permanganometria
A permanganometria a redoxititrálások közé tartozó mennyiségi elemzési módszer az analitikai kémiában, mely a meghatározandó anyag mennyiségét permanganátos oxidációs reakció alapján méri meg. Az eljárás két részből áll, az egyik a minta kálium-permanganát mérőoldattal történő titrálása, a másik a kálium-permanganát oldat hatóértékének megállapítása nátrium-oxalát standard oldattal.
A titrálás végpontját a permanganátion intenzív lila színének állandósulása jelzi.
A titrálás kivitelezésétől függően a permanganátion Mnx ionná redukálódik, ahol x értéke +2, +3, +4 vagy +6 lehet. Permanganometriásan mérhető a  Fe2+, Mn2+, Fe2+ és Mn2+ egymás mellett, C2O2−4, NO−2, H2O2 stb.
A legtöbb esetben a titrálást erősen savas közegben végzik, ekkor az alábbi reakció játszódik le:
MnO−4 + 8H+ + 5e− → Mn+2 + 4H2O
Ennek a reakciónak az elektrokémiai standardpotenciálja:
E0=+1,51 V
ami mutatja, hogy a KMnO4 (savas közegben) nagyon erős oxidálószer. Ezzel a módszerrel oxidálható:
- Fe2+ (E0Fe3+/Fe2+=+0,77 V)
- Sn2+ (E0Sn4+/Sn2+=+0,2 V)

és akár
- Cl− ( E0Cl2/Cl−=+1,36 V) stb is.

Gyengén savas közegben a MnO−4 nem tud – 5 elektron felvételével – Mn2+-vé alakulni, ilyenkor csak 3 elektronos oxidáció megy végbe, és MnO2(s) keletkezik az alábbi elektrokémiai reakcióban:
MnO−4 + 4H+ + 3e− → MnO2 + 2H2O
A standardpotenciál: E0=+1,69 V.
Végül lúgos oldatban, ha a nátrium-hidroxid koncentrációja c(NaOH)>1 mol dm−3, az alábbi reakció történik:
MnO−4 + e− → MnO2−4 E0=+0,56 V.

## Fordítás
- Ez a szócikk részben vagy egészben  a   Permanganometry című angol Wikipédia-szócikk ezen változatának fordításán alapul.  Az eredeti cikk szerkesztőit annak laptörténete sorolja fel. Ez a jelzés csupán a megfogalmazás eredetét és a szerzői jogokat jelzi, nem szolgál a cikkben szereplő információk forrásmegjelöléseként.